# Scranton Miners
Los Scranton Miners fueron un equipo de baloncesto estadounidense que jugó en la ABL entre 1947 y 1953, para posteriormente hacerlo en la EPBL entre 1954 y 1977, las últimas 7 temporadas con la denominación de Scranton Apollos. Tenía su sede en la ciudad de Scranton, Pensilvania.

## Historia
El equipo surgió en Jersey City en 1946, denominándose Jersey City Atoms, trasladándose a Scranton en enero de 1948. Disputó seis temporadas, ganando el título en dos ocasiones, en 1950, derrotando en las finales a los Bridgeport Aer-A-Sols, y al año siguiente, tras liderar la temporada regular y no disputarse playoffs.
Tras disolverse la liga, en 1954 se inscribió en la EPBL, donde jugaría hasta 1970, ganando su único título en 1957, derrotando en las finales a los Hazleton Hawks. En 1970, con nuevo propietario, el equipo se convirtió en los Scranton Apollos, que ganaron dos títulos de la EBA, en 1971 y 1977.
En 1993 el equipo resurgió para competir en la Atlantic Basketball Association durante tres temporadas.

## Temporadas
| Temp.   | Liga | P  | G  | P  | %    | Posición     | Playoffs           |
| 1946/47 | ABL  | 36 | 14 | 22 | .389 | 2º, Northern | Pierde en 1ª ronda |
| 1947/48 | ABL  | 32 | 16 | 16 | .500 | 4º           | Pierde en 1ª ronda |
| 1948/49 | ABL  | 41 | 26 | 15 | .634 | 2º           | Finalista          |
| 1949/50 | ABL  | 38 | 27 | 11 | .711 | 1º           | Campeón de la ABL  |
| 1950/51 | ABL  | 36 | 28 | 8  | .778 | 1º           | Campeón de la ABL  |
| 1951/52 | ABL  | 35 | 24 | 11 | .686 | 1º           | Finalista          |
| 1952/53 | ABL  | 36 | 12 | 11 | .522 | 4º           | Pierde en 1ª ronda |